# Fornax (mitologia)
Fornax (en llatí Fornax o Fornacalis dea) era, segons la mitologia romana, la deessa dels forns, que s'invocava quan es torraven els grans de blat.
La llegenda, que explica Ovidi, diu que els romans oferien les primícies de les collites a Ceres, però després, mentre les torraven, de vegades es cremaven els grans i fins i tot les cases. Van invocar Fornax perquè vetllés per la cocció del blat.
La seva festa s'anomenava Fornacàlia, que normalment es celebrava al mes de febrer. No tenia una data fixa perquè era un dies conceptivae. Plini el Vell atribueix la fundació d'aquesta festivitat a Numa Pompili.